# Al Ettifaq FC
Al Ettifaq Football Club (arabsky: نادي الاتفاق لكرة القدم) je saúdskoarabský fotbalový klub z města Dammám, který byl založen roku 1945. Klub hraje nejvyšší saúdskoarabskou ligu Saudi Pro League. Své domácí zápasy hraje na Prince Mohamed bin Fahd Stadium s kapacitou 21 701 míst.
V historii vyhrál dvakrát Saudi Professional League, v letech 1983 a 1987.

## Úspěchy
- Saúdská liga (2): 1982–83, 1986–87
- Arab Club Champions Cup (2): 1984, 1988
- GCC Champions League (3): 1983, 1988, 2006